# Distichlis
Distichlis (synoniem: Reederochloa) is een geslacht uit de grassenfamilie (Poaceae). De soorten van dit geslacht komen voor in Australazië, Amerika en het Pacifisch gebied.